# استودیوهای قرن بیستم
استودیوهای قرن بیستم (به انگلیسی: 20th Century Studios) (نام رسمی از سال ۲۰۲۰) که بیشتر با عنوان فاکس قرن بیستم در فارسی شناخته می‌شود یک استودیوی فیلم‌سازی آمریکایی است که به عنوان زیرمجموعه استودیوهای والت دیزنی فعالیت می‌کند. دفتر مرکزی این شرکت در فاکس استودیو لات در منطقه سنچری سیتی لس آنجلس قرار دارد و توزیع فیلم‌های این استودیو هم توسط استودیو سینمایی والت دیزنی انجام می‌شود. والت دیزنی استودیوز موشن پیکچرز فیلم‌های تولید شده توسط استودیو قرن بیستم را در بازارهای تئاتر توزیع و به بازار عرضه می‌کند.
قرن بیستم بیش از ۸۰ سال یکی از «شش شرکت بزرگ فیلمسازی» بود. این شرکت که قبلاً به عنوان شرکت قرن بیستم-فاکس فیلم شناخته می‌شد که از ادغام شرکت فاکس فیلم و توئنیث سنچری پیکچرز در سال ۱۹۳۵ شکل گرفت. در سال ۱۹۸۵، این استودیو پس از خریداری شدن توسط شرکت نیوز کورپوریشن، به عنوان فاکس قرن بیستم شناخته شد. نیوز کورپوریشن در سال ۲۰۱۳، به دو بخش ابرشرکت نوز و فاکس قرن بیست و یکم تجزیه شد و در سال ۲۰۱۹، دیزنی از طریق خریداری فاکس قرن بیست و یکم، این شرکت را هم خریداری کرد. نام کنونی این استودیو در ۱۷ ژانویه سال ۲۰۲۰ به تصویب رسید.
از سری فیلم‌های مشهور این کمپانی می‌توان به عصر یخبندان، پاندای کونگ‌فوکار ٣، جان‌سخت، طالع نحس و مردان ایکس نام برد. از فیلم‌های تاریخ ساز این کمپانی هم می‌توان به تایتانیک، آواتار (برای این فیلم چهار دنباله در نظر گرفته شده) یا آقا و خانم اسمیت و انجمن نجیب‌زادگان عجیب اشاره کرد. سریال‌های مشهور این شبکه هم شامل انیمیشن سیمپسون‌ها، فمیلی گای یا سریال فرار از زندان هستند.

## تاریخچه

### از تأسیس تا سال ۱۹۵۶
جوزف شنک و داریل اف. زانوک که از بنیان‌گذاران توئنیث سنچری پیکچرز بودند یونایتد آرتیستز را به دلیل اختلاف در بورس ترک کردند و برای ادغام با فاکس فیلم وارد مذاکره شدند.
شرکت فاکس فیلم و توئنیث سنچری پیکچرز در سال ۱۹۳۵ باهم دیگر ادغام شدند. شرکت جدید، قرن بیستم-فاکس فیلم کورپوریشن نام گرفت و تجارت را در ۳۱ مه ۱۹۳۵ آغاز کرد. 
پس از اتمام ادغام، زانوک بازیگران جوانی را برای کمک به فاکس قرن بیستم آورد که عبارت است از: تایرون پاور، لیندا دارنل، کارمن میراندا، دون آمچه، هنری فوندا، جین تیرنی، سونجا هنی و بتی گرابل. فاکس قرن بیستم همچنین آلیس فی و شرلی تمپل را استخدام کرد که در دهه ۱۹۳۰ در چندین فیلم مهم برای این استودیو ظاهر شد.
حضور بیشتر در طول جنگ جهانی دوم به فاکس قرن بیستم کمک کرد تا از آر کی او و مترو گلدوین مایر پیشی بگیرد تا به سومین استودیوی فیلم پردرآمد تبدیل شوند. در سال ۱۹۴۱، زنوک به عنوان سرهنگ دوم در سپاه سیگنال ایالات متحده مأموریت یافت و نظارت بر تولید فیلم‌های آموزشی ارتش ایالات متحده را عهده‌دار شد. و شریک زندگی ویلیام گوتز در شرکت فعالیتش را آغاز کرد.

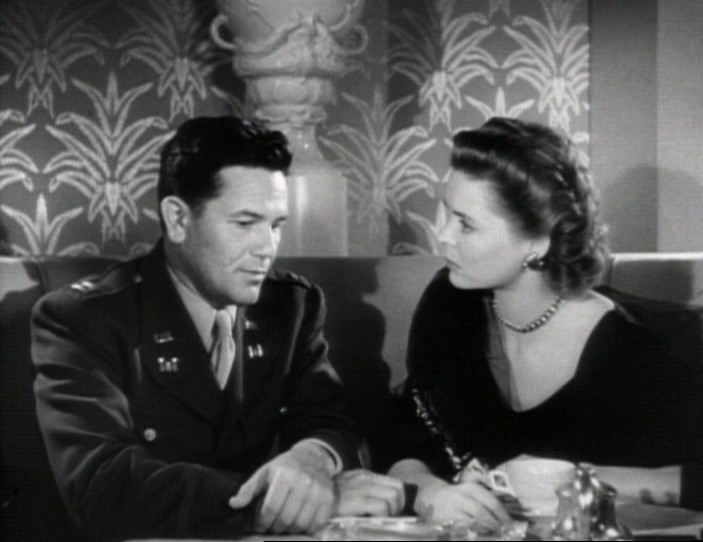
جان گارفیلد و دوروتی مک‌گوایر در فیلم قرارداد شرافتمندانه که حدود ۷۴ سال پیش منتشر شده.

در طی چند سال آینده، زانوک با فیلم‌هایی مانند ویلسون (۱۹۴۴)، لبه تیغ (۱۹۴۶)، بومرنگ، قرارداد شرافتمندانه (هر دو در ۱۹۴۷)، گودال مار (۱۹۴۸) و پینکی (۱۹۴۹) شهرت ایجاد کرد. فاکس قرن بیستم همچنین در اقتباس از کتاب‌های پرفروش مانند کتاب "به خدا واگذارش کن (۱۹۴۵)" تخصص داشت.

### مشکلات تولیدی و مالی

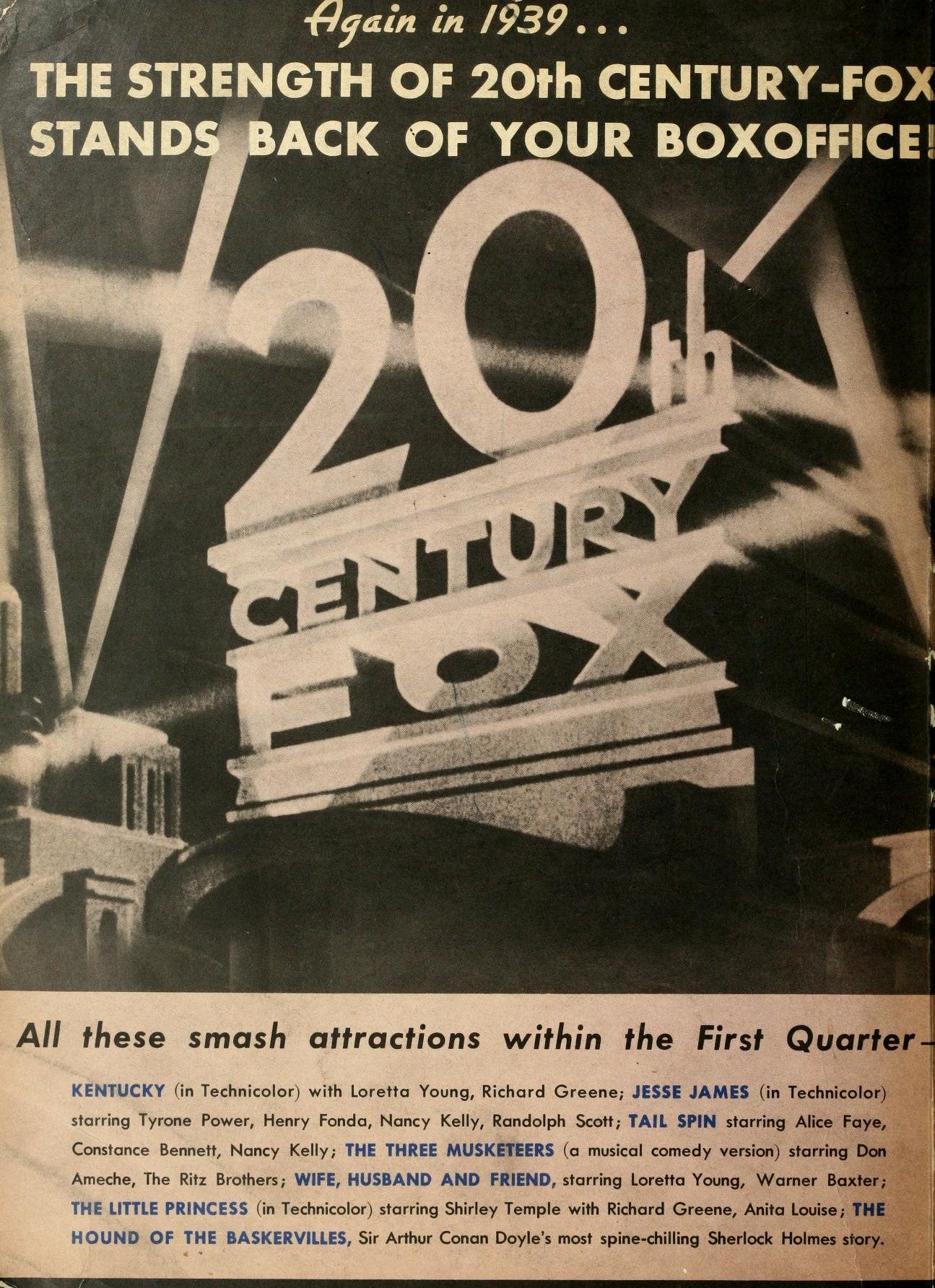
آرم فاکس قرن بیستم که در تبلیغات سال ۱۹۳۹ در مجله باکس آفیس پرو به تصویر کشیده شده‌است

بادی آدلر، تهیه‌کننده جانشین زانوک، یک سال بعد درگذشت. اسپیروس اسکوراس که یکی از رؤسای فاکس قرن بیستم بود مجموعه ای از مدیران مجرب را به کار گرفت؛ اما هیچ‌کدام موفقیت زانوک را نداشتند. در اوایل دهه ۱۹۶۰، فاکس قرن بیستم دچار مشکل شد. در سال ۱۹۵۹ نسخه جدیدی از شخصیت کلوپاترا به همین نام با هدایت جوآن کالینز، شروع به تولید کرد. اما این فیلم به خاطر حواشی اش ۴ سال بعد به اتمام رسید و منتشر شد.
در همین حال، فیلمی بازسازی شده به نام همسر دلخواه من برای بقای شرکت به سرعت ساخته شد. کمدی رمانتیکی تحت عنوان چیزی برای بخشیدن با بازی مریلین مونرو، ستاره دهه ۱۹۵۰ فاکس، همراه دین مارتین و جرج کیوکر شروع به تولید کرد. در آن زمان مریلین مونرو حال خوشی نداشت و این به سرعت به یک شکست سنگین تبدیل شد. از آنجا که بودجه کلئوپاترا از ۱۰ میلیون دلار عبور کرد و در نهایت حدود ۴۰ میلیون دلار هزینه دربرداشت، فاکس قرن بیستم در سال ۱۹۶۱ برای جمع‌آوری کمک‌های مالی، حیاط پشتی خود را (که اکنون محل سنچری سیتی است) به آلکوا فروخت. پس از چندین هفته و پیش نرفتن موضوع فیلم مونرو، استودیو چند نفر از جمله خود مونرو را پیدا کرد که چند روز بعد آن‌ها مرده یافت شدند. درگیری الیزابت تیلور با بیماری ذات الریه باعث عقب افتادگی بیش تر استودیو شد که در نهایت استودیو دو تن از ستاره‌هایش را از دست داد. چالش‌های فیلم کلیوپاترا از سال ۱۹۶۰ تا ۱۹۶۲ ادامه داشت و فاکس بخاطر اخراج خیلی از افراد شرکن مجبور به تکمیل کلوپاترا شد.
سرانجام پس از چندین شکست فاکس قرن بیستم با حمایت از سودآورترین فیلم ساخته شده در آن زمان، یعنی جنگ ستارگان (۱۹۷۷)، به اوج جدیدی رسید. سود باور نکردنی و بی سابقهٔ جنگ ستارگان قیمت سهام فاکس را بیش از چهار برابر کرد و به ۲۷ دلار پس از انتشار جنگ ستارگان رسید. درآمد اولیهٔ جنگ ستارگان که ۱۹۵میلیون دلار بود در سال ۱۹۹۷ به ۳۰۱ میلیون دلار رسید.

### ماروین دیویس و روپرت مرداک
با ثبات مالی صاحبان جدیدی در میان آمد و سهام فاکس قرن بیستم در ۸ ژوئن ۱۹۸۱ به قیمت ۷۲۰ میلیون دلار به سرمایه گذاران مارک ریچ و ماروین دیویس فروخته شد. دارایی‌های فاکس شامل یک پیست اسکی، یک زمین گلف به نام پبل بیچ گلف لینکس و یک ملک سنچری سیتی بود که دیویس بر اساس آن فاکس پلازا را ساخت و دو بار آن را فروخت.
تا سال ۱۹۸۴، ریچ از دادگستری فراری شد، و پس از آن که دادستان‌های فدرال آمریکا به اتهام متهم کردن دیگران، فرار مالیاتی، تجارت غیرقانونی و دست داشتن در گروگانگیری سفارت آمریکا در ایران او را مجرم خواندند، ریچ به سوئیس، فرار کرد. پس از آن دارایی‌های ریچ توسط مقامات ایالات متحده مسدود شد. در سال ۱۹۸۵، ماروین دیویس ۵۰٪ از سهام مارک ریچ را به قیمتی نامعلوم که احتمالاً ۱۱۶ میلیون دلار بود، خریداری کرد. دیویس این سهام را در مارس ۱۹۸۵ به مبلغ ۲۵۰ میلیون دلار به ابرشرکت نیوز کورپوریشن روپرت مرداک فروخت. دیویس بعداً از معاملهٔ مرداک برای خرید ایستگاه‌های تلویزیونی مترو مدیا پشتیبانی کرد. سرانجام مرداک به تنهایی پیش رفت و ایستگاه‌های تلویزیونی را خرید و بعداً سهام باقی مانده دیویس در فاکس قرن بیستم را به قیمت ۳۲۵ میلیون دلار خرید. از سال ۱۹۸۵، خط فاصله بی‌مورد در نام تجاری حذف شد و از فاکس-قرن بیستم به فاکس قرن بیستم تغییر یافت.
برای بدست آوردن تأیید FCC از خرید دارایی‌های مترو مدیا توسط فاکس قرن بیستم، روپرت مرداک با توجه به قانون آمریکا مجبور شد یک شهروند ایالات متحده شود. وی این کار را در سال ۱۹۸۵ انجام داد و در سال ۱۹۸۶ شرکت جدید پخش فاکس روی آنتن رفت. طی ۲۰ سال بعدی، گروه شبکه‌ها و ایستگاه‌های تلویزیونی گسترش یافتند و برای نیوز کورپوریشن بسیار سودآور بودند.
این شرکت در سال ۱۹۹۴ بخش فیلم‌های خانوادگی فاکس خود را برای تقویت تولید در این استودیو تشکیل داد که فیلم‌های انیمیشن را اداره می‌کرد. در فوریه ۱۹۹۸، به دنبال موفقیت آناستازیا، خانواده فاکس نام خود را به استودیوی انیمیشن فاکس تغییر داد و تولید لایواکشن خود را که توسط سایر واحدهای تولیدی انتخاب می‌شد، کنار گذاشت.
از ژانویه ۲۰۰۰، این شرکت توزیع کننده بین‌المللی فیلم‌های متروگلدوین مایر و یونایتد آرتیستز بوده‌است. در دهه ۱۹۸۰، فاکس قرن بیستم از طریق سرمایه‌گذاری مشترکش با سی بی اس که سی‌بی‌اس فاکس نام داشت، فیلم‌های یونایتد آرتیستز را توزیع کرده بود. فاکس قرن بیستم همچنین با توزیع فیلم برای شرکت‌های کوچک فیلم‌سازی مستقل درآمد کسب می‌کند.
در سال ۲۰۰۸ اعلام شد که فاکس همراه استار هند قرار است سرمایه‌گذاری مشترکی با نام «فاکس استار استودیوز» بسازند که برنامه‌های بالیوودی پخش می‌کند.
در سال ۲۰۰۹، رئیس فاکس قرن بیستم استعفا داد و شرکت رسانه ای به نام چرنین اینترتینمنت ساخت که در قراداد پنج ساله‌شان، فاکس فیلم‌هایش را توزیع می‌کرد.
در اوت ۲۰۱۲ هم فاکس مسئولیت توزیع فیلم‌های دریم ورکس انیمیشن را به عهده گرفت که این قرارداد در سال ۲۰۱۷ با فیلم کاپیتان زیرشلواری: اولین فیلم حماسی پایان یافت و یونیورسال به عنوان شرکت مادر دریم ورکس فیلم‌هایش را توزیع کرد.

### دوران فاکس قرن بیست و یکم
در سال ۲۰۱۲، روپرت مورداک اعلام کرد که نیوز کورپوریشن به دو شرکت انتشاراتی و رسانه محور تقسیم خواهد شد؛ اولی نیوز کورپ جدید بود و دیگری فاکس قرن بیست و یکم نام داشت که گروه سرگرمی فاکس و فاکس قرن بیستم را اداره می‌کند. همچنین مرداک نام شرکت جدید که فاکس قرن بیست و یکم بود را راهی برای حفظ میراث فاکس قرن بیست و یکم دانست دانست.

### خرید توسط والت دیزنی و برند سازی
در ۱۴ دسامبر ۲۰۱۷، شرکت والت دیزنی اعلام کرد که قصد دارد بیشتر دارایی‌های فاکس قرن بیست و یکم، از جمله فاکس قرن بیستم، را به قیمت ۵۲٫۴ میلیارد دلار خریداری کند. پس از پیشنهادی از کامکست (شرکت مادر ان‌بی‌سی یونیورسال) به مبلغ ۶۵ میلیارد دلار، دیزنی با ۷۱٫۳ میلیارد دلار تقاضا کرد. در ۱۹ ژوئیه ۲۰۱۸، کامکست از پیشنهاد فاکس قرن بیست و یکم به خاطر خرید اسکای پی ال سی و اسکای بریتانیا انصراف داد. هشت روز بعد، سهامداران دیزنی و فاکس قرن بیست و یکم ادغام بین دو شرکت را تصویب کردند. اگرچه معامله در ۲۰ مارس ۲۰۱۹ به پایان رسید، اما فاکس قرن بیست و یکم قصد نداشت در استودیوی والت دیزنی در بربنک مستقر شود، به همین خاطر دفتر مرکزی خود در سنچری سیتی در Fox Studio Lot که در حال حاضر توسط شرکت فاکس به دیزنی اجاره داده شده‌است، به مدت هفت سال حفظ خواهد کرد. لازم است ذکر شود که واحدهای مختلفی هنگام خرید از زیر فاکس قرن بیستم خارج شدند.
در ۱۷ ژانویه سال ۲۰۲۰، دیزنی نام شرکت را به استودیوهای قرن بیستم تغییر نام داد تا یک‌وقت با فاکس کورپوریشن اشتباه نشود. مشابه سایر واحدهای فیلم دیزنی، توزیع فیلم‌های قرن بیستم اکنون توسط استودیو سینمایی والت دیزنی انجام می‌شود. اولین فیلمی که دیزنی با نام جدید این استودیو منتشر کرد، آوای وحش بود.